# Алагоинья (Параиба)
Алагоинья (порт. Alagoinha)  —  муниципалитет в Бразилии, входит в штат Параиба. Составная часть мезорегиона Сельскохозяйственный район штата Параиба. Входит в экономико-статистический  микрорегион Гуарабира. Население составляет 13 013 человека на 2007 год. Занимает площадь 85,060 км². Плотность населения — 152,4 чел./км².
Праздник города — 3 декабря.

## История
Город основан в 1953 году.

## Статистика
- Валовой внутренний продукт на 2003 год составляет 26 151 796,00 реалов (данные: Бразильский институт географии и статистики).
- Валовой внутренний продукт на душу населения на 2003 год составляет 2154,89 реалов (данные: Бразильский институт географии и статистики).
- Индекс развития человеческого потенциала на 2000 год составляет 0,573 (данные: Программа развития ООН).